# Oenanthe conioides
Oenanthe conioides är en flockblommig växtart som beskrevs av Christian August Friedrich Garcke och Paul Junge. Oenanthe conioides ingår i släktet stäkror, och familjen flockblommiga växter. Inga underarter finns listade i Catalogue of Life.